# Robert Emmett Tansey
Robert Emmett Tansey (geboren am 28. Juni 1897 in Brooklyn, New York; gestorben am 17. Juni 1951 in Glendale, Kalifornien) war ein US-amerikanischer Schauspieler, Drehbuchautor, Filmproduzent und Filmregisseur. Er spielte zwischen 1911 und 1951 in mehr als 20 Filmen mit, schrieb die Drehbücher zu mehr als 80 Filmen und war auch als Produzent und Regisseur aktiv.

## Werdegang
Robert Emmett Tansey wurde als erster Sohn des Schauspieler-Ehepaars Harry Tansey und Emma Purcell Tansey in Brooklyn geboren, der Vater starb am 12. März 1910 zu Hause an einer Lungenentzündung. Roberts jüngerer Bruder John Tansey war ebenfalls Schauspieler und wurde um 1908 bis 1910 als dritter Kinderstar der American Mutoscope and Biograph Company bekannt. Johns Schauspieler-Karriere war 1918 weitgehend beendet. Von 1924 bis 1932 spielte er noch einige kleinere Rollen und war als Regisseur, Drehbuchautor und Produzent, meist mit Robert, an fünf Filmen beteiligt. Der jüngste Bruder James Sheridan Tansey war ebenfalls Schauspieler, er war zeit seines Lebens fast ausschließlich Darsteller von Nebenrollen in Western, meist unter der Regie von Robert.
Wie sein jüngerer Bruder John Tansey trat auch Robert Emmett um 1908 bis 1910 in verschiedenen Theatern am New Yorker Broadway auf. Seine Filmkarriere begann 1911 mit der Hauptrolle in dem Filmmelodram Mike, the Miser von Bannister Merwin. Nach 1914 übernahm Tansey nur noch in wenigen Filmen kleine Rollen, zuletzt in seinem Todesjahr 1951 die eines schlafenden Geschworenen in Cattle Queen. Nach einigen Jahren Unterbrechung ist er 1926 als Regisseur und Drehbuchautor des Kurzfilms Daily Dozens nachgewiesen. 1930 stieg er wieder ganz ins Filmgeschäft ein und war Regisseur und Drehbuchautor der Western Romance of the West und Riders of the Rio (auch Produktion).
Die Gründung der Congress Pictures Corporation in Hollywood, mit seinem Bruder John und weiteren Geschäftspartnern, blieb Anfang 1932 ohne Erfolg. Bereits im Zusammenhang mit der ersten Produktion wurde die Gesellschaft von Barbara Bedford und weiteren Schauspielern wegen nicht gezahlter Löhne verklagt. Bis zu seinem Tod führte er mehr als fünfzig Mal Regie, produzierte mehr als vierzig Filme, und schrieb mehr als achtzig Drehbücher. Dabei übte er bisweilen mehrere Funktionen aus und häufig waren seine Brüder John und James Sheridan als Darsteller oder auf andere Weise beteiligt.
Tanseys arbeitete fast ausschließlich im Genre des Western. Dabei erreichten seine Arbeiten meist nicht einmal das Niveau von B-Movies. Das hatte seinen Grund nicht nur in den geringen Budgets, sondern vor allem in Tanseys mangelndem Qualitätsbewusstsein. So versucht in Westward Bound der Hauptdarsteller Hoot Gibson angreifende Banditen mit Dynamit fernzuhalten. Die Dynamitstangen landen im Bild, bleiben sichtbar liegen, und mehrere Meter entfernt gehen die Ladungen der Trickspezialisten hoch.
Robert Emmett Tansey war mit Katherine Marie Stiehn (1901–1963) verheiratet. Das Paar hatte zwei Kinder, Robert Emmett (1918–1962) und Jeanne Helen Tansey (1925–1986). Robert Emmett Tansey erlitt am 17. Juni 1951 im kalifornischen Glendale einen tödlichen Herzanfall.

## Filmografie (Auswahl)
- 1911: Mike, the Miser (Darsteller)
- 1911: The Declaration of Independence (Darsteller)
- 1911: For the Queen (Darsteller)
- 1912: Hazel Kirke (Darsteller)
- 1912: The Little Artist of the Market (Darsteller)
- 1912: Ludwig from Germany (Darsteller)
- 1912: The Passing of J.B. Randall and Company (Darsteller)
- 1912: The Street Beautiful (Darsteller)
- 1912: A Western Prince Charming (Darsteller)
- 1913: Kentucky Foes (Darsteller)
- 1920: The Girl with the Jazz Heart (Darsteller)
- 1922: Are Children to Blame? (Darsteller)
- 1926: Daily Dozens (Regisseur, Drehbuch)
- 1930: Romance of the West (Regisseur, Drehbuch)
- 1930: Riders of the Rio (Regisseur, Drehbuch, Produzent)
- 1932: The Gallopping Kid (Darsteller, Regisseur, Drehbuch, Produzent)
- 1935: Feuerwasser und frische Blüten (Paradise Canyon) (Drehbuch)
- 1935: Flammende Grenze (The Bew Frontier) (Drehbuch)
- 1935: Westwärts! (Westward Ho) (Drehbuch)
- 1935: Timber Terrors (Regisseur, Drehbuch, Produzent)
- 1937: Carmen in Texas (Trouble in Texas) (Drehbuch)
- 1944: Westward Bound (Regisseur, Drehbuch)
- 1944: Sturm über Arizona (Arizona Whirlwind) (Regisseur, Drehbuch, Produzent)
- 1946: God’s Country (Regisseur)
- 1948: Der Menschenfresser von Kumaon (Man-Eater of Kumaon) (Regisseur der Second Unit)
- 1948: Shaggy (Regie)
- 1951: Cattle Queen (Darsteller, Regisseur, Drehbuch, Produzent)
- 1951: Badman’s Gold (Regisseur, Drehbuch, Produzent)

## Theaterrollen (Broadway)
- Genesee of the Hills von Hugh Ford nach dem Melodram Told in the Hills von Marah Ellis Ryan (Astor Theatre, Broadway, Februar bis März 1907, 26 Aufführungen)
- The Second Mrs. Tanqueray von Arthur Wing Pinero (Daly’s Theatre, Broadway, Februar bis März 1908)
- Camille von Olga Nethersole nach Die Kameliendame von Alexandre Dumas dem Jüngeren (Daly’s Theatre, Broadway, Februar bis März 1908)
- I Pagliacci von Olga Nethersole nach der Oper Pagliacci von Ruggero Leoncavallo (Daly’s Theatre, Broadway, Februar bis März 1908)
- Magda von Olga Nethersole nach Heimat von Hermann Sudermann (Daly’s Theatre, Broadway, Februar bis März 1908)
- Sapho von Olga Nethersole nach dem gleichnamigen Drama von Clyde Fitch (Daly’s Theatre, Broadway, Februar bis März 1908)
- The Enigma von Olga Nethersole nach dem Drama L’Énigme von Paul Hervieu (Daly’s Theatre, Broadway, Februar bis März 1908)
- Adrienne Lecouvreur von Olga Nethersole nach dem gleichnamigen Drama von Ernest Legouvé und Eugène Scribe (Daly’s Theatre, Broadway, Februar bis März 1908)
- The Awakening von Olga Nethersole nach dem Drama Le Reveil von Paul Hervieu (Daly’s Theatre, Broadway, Februar bis März 1908)
- Carmen von Olga Nethersole nach der gleichnamigen Novelle von Prosper Mérimée, bearbeitet von Henry Hamilton (Daly’s Theatre, Broadway, Februar bis März 1908)
- Lincoln von Benjamin Chapin (Garden Theatre, Broadway, Februar 1909, 17 Aufführungen)